# Новая компьютеризированная транзитная система
Новая компьютеризированная транзитная система (англ. New Computerised Transit System) — компьютерная система Евросоюза таможенного контроля.

## История
Впервые представлена в 2002 году, с 1 апреля 2006 обязательна к использованию авторизованными грузополучателями и грузоотправителями. Используется для управления транзитными процедурами при помощи электронной обработки данных без бумажного документооборота. Любая операция, зарегистрированная в НКТС, может быть доведена до конца любым таможенным органом. Отгрузочным документам присваивается код MRN (Master Reference Number), хранящийся в БД 14 дней.
Систему используют: члены Евросоюза, ЕАСТ, Турция, Сербия, Северная Македония. Закон об имплементации NCTS на Украине принят ВР Украины 12 сентября 2019 и подписан президентом Зеленским 24 сентября.